# Stropharia venusta
Stropharia venusta é uma espécie de fungo da família Strophariaceae. É um representante do gênero Stropharia. S. venusta é encontrado em florestas com araucárias no sul do Brasil e é um decompositor de madeira. 